# 2024 en escrime
Cet article présente les faits marquants de l'année 2024 en escrime.

## Évènements
- Les championnats d'Afrique d'escrime 2024, vingt-deuxième édition des championnats d'Afrique d'escrime, ont lieu du 6 au 10 juin 2024 à Casablanca, au Maroc.

### Jeux olympiques et paralympiques
- Escrime aux Jeux olympiques d'été de 2024
- Escrime aux Jeux paralympiques d'été de 2024